# Ava (Birmânia)

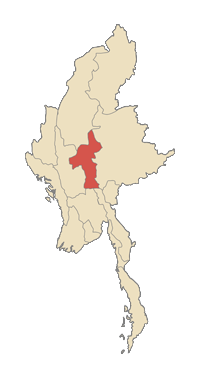
Localização

Ava (antigos textos portugueses chamam-lhe Ová) ou Ratanapura (birmão ရတနာပူရ, a cidade das pedras preciosas em pâli) é uma antiga cidade real do Birmânia, situada na divisão de Mandalay, perto de Sagaing. Hoje traz o nome de Innwa ou "Inwa"(birmão အင္‌းဝမ္ရုိ့).
Irrigada pelo Rio Irauádi, situa-se na margem oposta a Sagaing, com a qual fusionou em 1889.

## História

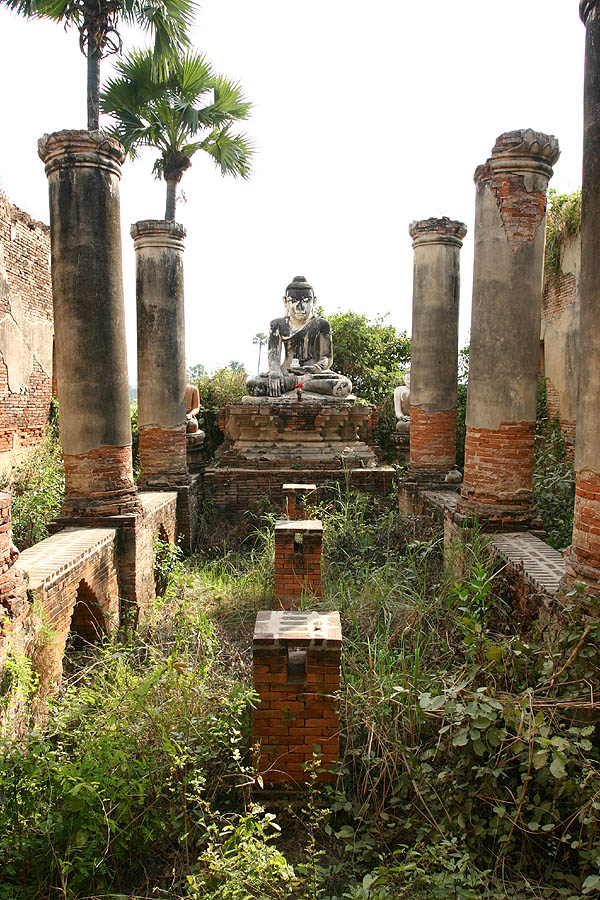
Ruinas de Ava

A cidade, fundada por Thadomin Paya em 1364, foi a capital do Reino de Ava nos séculos XIV e XV. Com edifícios religiosos imitando os de Pagan, viveu a idade de ouro da cultura birmanesa, antes de ser conquistada pelos shans em 1527.
Ava recuperou temporariamente seu lugar de capital sob a segunda Dinastia Taungû em 1613. Foi também capital duas vezes sob a Dinastia Konbaung, de 1764 a 1783, e de 1823 a 1841.
O terremoto de Ava em 1839, também conhecido como terremoto de Amarapura ou terremoto de Inwa, foi um evento sísmico desastroso que atingiu o centro da Birmânia na manhã de 23 de março o país desde 1762. O tremor atingiu XI na escala de intensidade de Mercalli e foi sentido em Rangoon e Bhamo.
Ficou pouca coisa do seu esplendor, a maior parte dos seus monumentos foram arrasados.

## Centros de interesse
- Htihlaing Shin Paya: Uma estupa construída pelo rei Kyanzittha de Bagan (1084-1113).
- Maha Aung Mye Bonzan, popularmente chamado Me Nu Ok Kyaung (Mosteiro de tijolos de Me Nu) : foi construído em 1818 por Nanmadaw Me Nu, esposa do rei Bagyidaw. É de estilo tradicional, com a excepção do material (os mosteiros da Birmânia eram de ordinário construídos em madeira).[2]
- Torre de observação de Nanmyin: Esta torre de 27 m é tudo o que resta do palácio real de Ava.
- Judson Memorial: Uma placa marca o lugar onde se encontrava a prisão de Let Ma Yun onde o missionário americano Adoniram Judson foi encarcerado durante a Primeira Guerra Anglo-Birmanesa (1824-26).
- Ponte de Ava: Construída pelos britânicos em1934, é uma ponte em estrutura em consola, com 16 traves, que permitem de passar para Sagaing. Até recentemente, era uma dos únicas a atravessar o Rio Irauádi.